# Ранний вечер
«Ранний вечер» («Taperaa mahana», «Предвечерний час») — картина французского художника Поля Гогена из собрания Государственного Эрмитажа, входящая в таитянский цикл.
На картине изображена группа из шести женщин, сидящих под деревом и ведущих беседу, рядом с одной из женщин лежит собака, ещё три женщины идут мимо них в разных направлениях. В левом и правом углах картины из-за деревьев видны хижины. На переднем плане дерутся два петуха. Справа внизу Гоген написал название картины на таитянском языке Taperaa mahana, а также поставил подпись и дату P Gauguin — 92. Часть живописи шириной около 2 см по краям со всех сторон загнута на подрамник; вероятно картина была отослана во Францию свёрнутой в рулон и подготавливалась к продаже уже находясь в Париже.
Главный научный сотрудник отдела западноевропейского искусства Эрмитажа доктор искусствоведения А. Г. Костеневич отмечал:

Картина Гогена парадоксальна. С одной стороны, это чисто жанровая композиция, сотканная из различных подробностей повседневной жизни. Неспешно ведут разговор женщины, тут же прикорнула собака, сцепились два петуха. Однако все эти и другие детали не несут ощутимой жанровой занимательности. Главный акцент делается не на повествовательных соблазнах сюжета, а на внушающей, суггестивной силе чистого цвета.

Картина написана в 1892 году на Таити. Исследователь жизни Гогена на Таити Бенгт Даниельссон постройку слева идентифицировал как кухню собственного дома Гогена на Таити, которая не раз изображалась художником: например, на картине «Таитянская деревня с идущей женщиной» из Новой глиптотеки Карлсберга в Копенгагене; также с этой картины полностью повторены фигуры идущей женщины в чёрном платье и сидящей женщины. Сам Гоген неоднократно обращался к сюжету с сидящими под деревьями и беседующими женщинами; известны его работы «Беседа (Les Parau Parau)» из Эрмитажа и «Слова, сказанные шёпотом (Parau parau)» из Художественной галереи Йельского университета.
После смерти Гогена картина долгое время оставалась в собственности его семьи. В 1928 году она была выставлена в Галерее Недлера в Лондоне, где её приобрёл немецкий промышленник и коллекционер Отто Кребс. Картина хранилась в хольцдорфском поместье Кребса под Веймаром, во время Второй мировой войны коллекция Кребса была спрятана в специально оборудованном сейфе-тайнике, построенном под одной из хозяйственных построек поместья. В 1945 году Хольцдорф был занят советскими войсками, в поместье Кребса расположилось управление Советской военной администрации в Германии. Коллекция была обнаружена и описана на месте советскими трофейными командами, занимающимися сбором произведений искусства и вывозом их в СССР, после чего отправлена в Государственный Эрмитаж, где долгое время хранилась в запасниках и не была доступна широкой публике и даже большинству исследователей; мало того, на Западе считалось что коллекция Кребса погибла во время Второй мировой войны, а сама картина была известна лишь по старой чёрно-белой фотографии, хранящейся в Институте искусства Курто в Лондоне.
Картина была показана публике лишь в 1995 году на эрмитажной выставке трофейного искусства. С 2001 года она числится в постоянной экспозиции Эрмитажа и с конца 2014 года выставляется в Галерее памяти Сергея Щукина и братьев Морозовых в здании Главного штаба (зал 411).

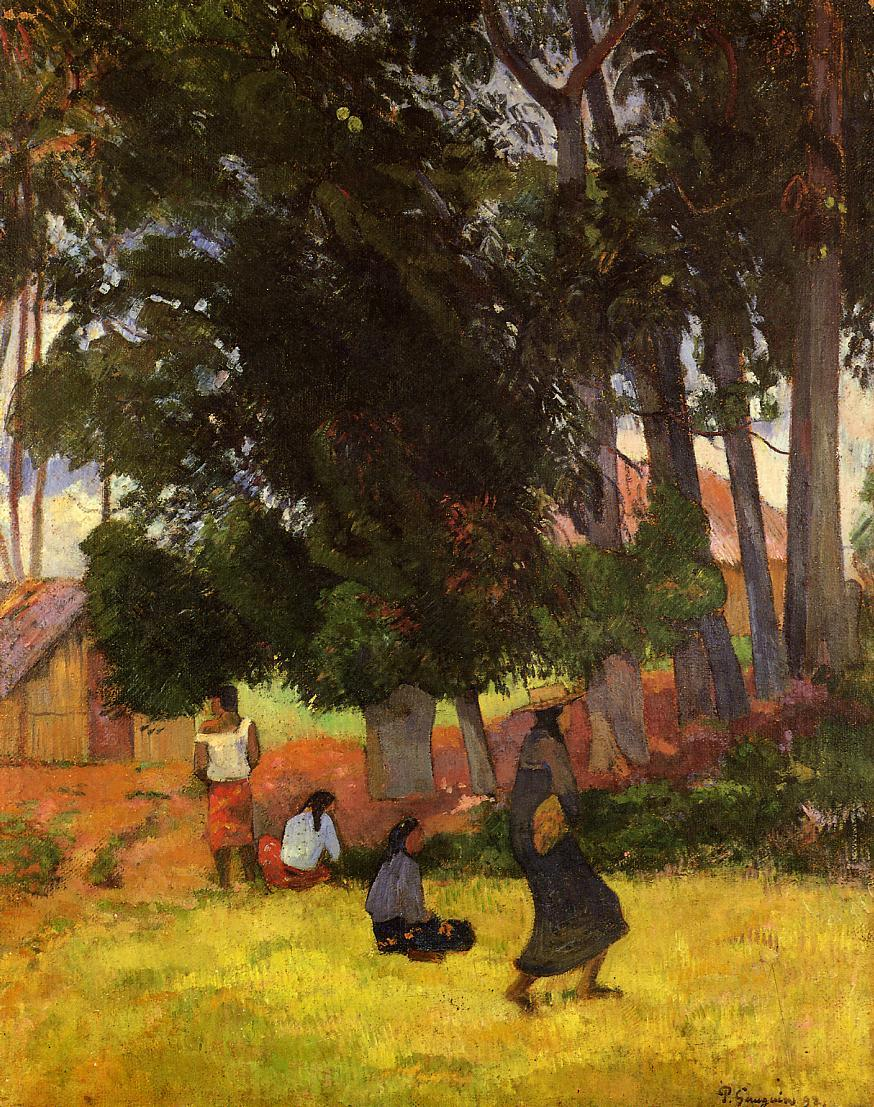
«Таитянская деревня с идущей женщиной». Новая глиптотека Карлсберга
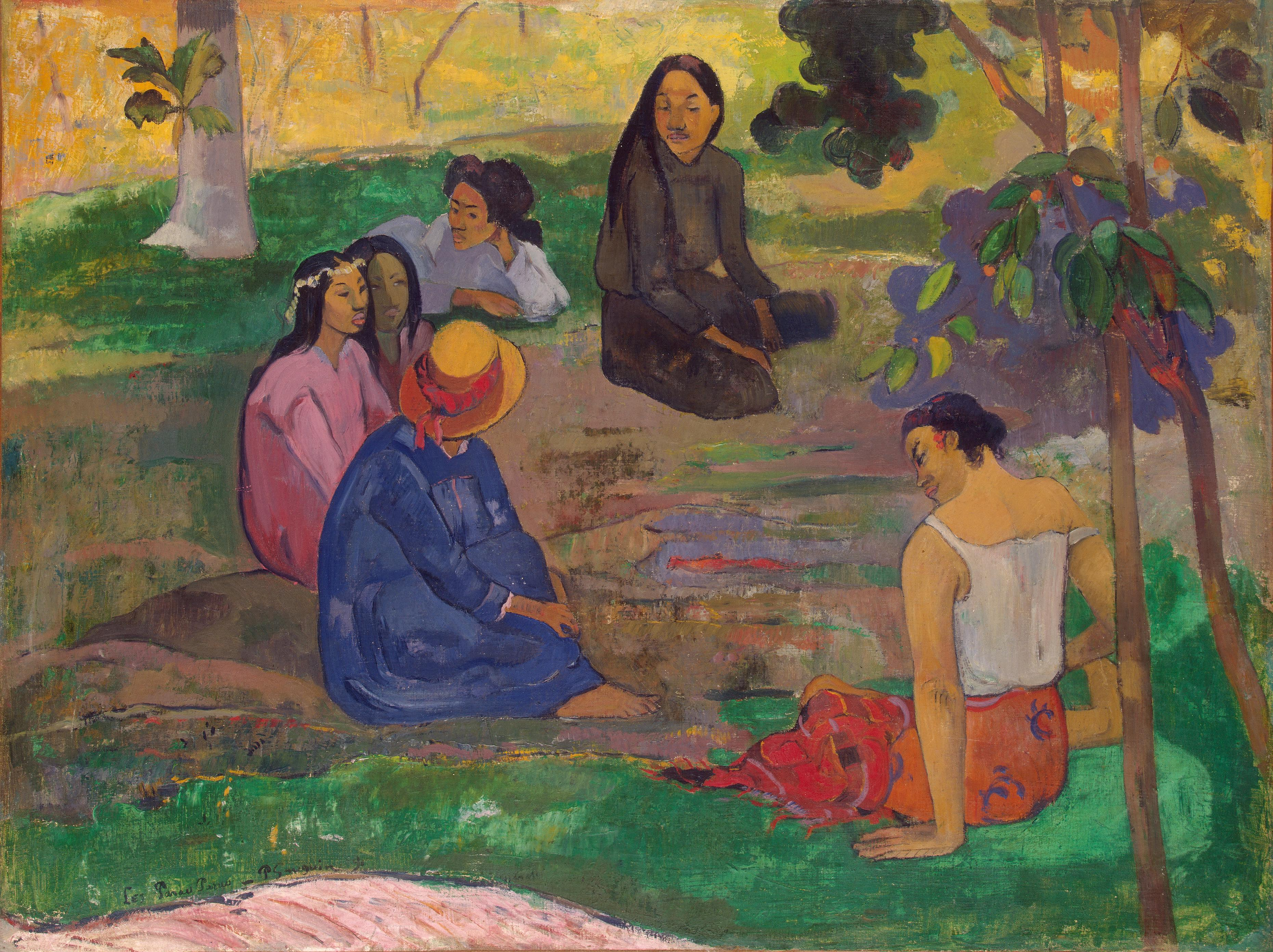
«Беседа». Государственный Эрмитаж
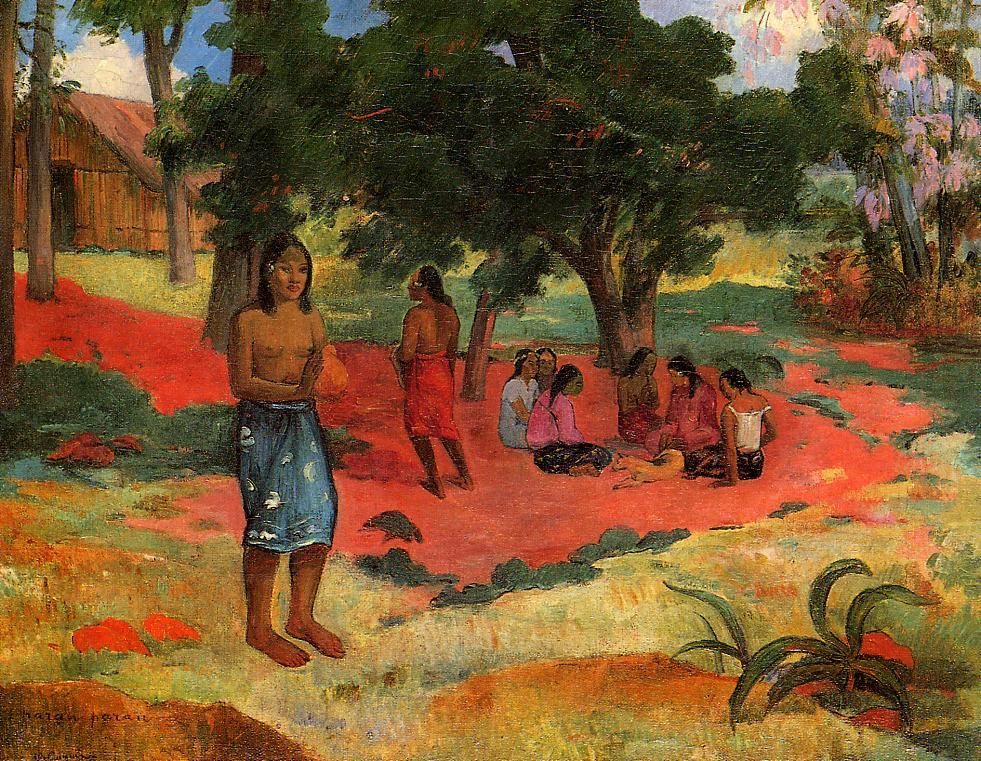
«Слова, сказанные шёпотом». Художественная галерея Йельского университета